# وينتون (أستراليا)
وينتون هي بلدة، في أستراليا، تقع في كوينزلاند، هي عاصمة Shire of Winton ‏، بلغ عدد سكانها 875  نسمة وذلك حسب إحصائيات سنة 2016، رمزها البريدي هو 4735.

## المناخ
يظهر الجدول التالي التغييرات المناخية على مدار السنة لوينتون:
| البيانات المناخية لـوينتون        | البيانات المناخية لـوينتون | البيانات المناخية لـوينتون | البيانات المناخية لـوينتون | البيانات المناخية لـوينتون | البيانات المناخية لـوينتون | البيانات المناخية لـوينتون | البيانات المناخية لـوينتون | البيانات المناخية لـوينتون | البيانات المناخية لـوينتون | البيانات المناخية لـوينتون | البيانات المناخية لـوينتون | البيانات المناخية لـوينتون | البيانات المناخية لـوينتون |
| الشهر                             | يناير                      | فبراير                     | مارس                       | أبريل                      | مايو                       | يونيو                      | يوليو                      | أغسطس                      | سبتمبر                     | أكتوبر                     | نوفمبر                     | ديسمبر                     | المعدل السنوي              |
| --------------------------------- | -------------------------- | -------------------------- | -------------------------- | -------------------------- | -------------------------- | -------------------------- | -------------------------- | -------------------------- | -------------------------- | -------------------------- | -------------------------- | -------------------------- | -------------------------- |
| الدرجة القصوى °م (°ف)             | 46.9 (116.4)               | 45.5 (113.9)               | 43.4 (110.1)               | 40.0 (104.0)               | 37.7 (99.9)                | 33.8 (92.8)                | 35.2 (95.4)                | 37.6 (99.7)                | 41.0 (105.8)               | 43.9 (111.0)               | 45.7 (114.3)               | 46.9 (116.4)               | 46.9 (116.4)               |
| متوسط درجة الحرارة الكبرى °م (°ف) | 37.5 (99.5)                | 36.8 (98.2)                | 35.7 (96.3)                | 32.8 (91.0)                | 28.6 (83.5)                | 24.7 (76.5)                | 24.9 (76.8)                | 27.6 (81.7)                | 31.9 (89.4)                | 36.0 (96.8)                | 38.1 (100.6)               | 38.8 (101.8)               | 32.8 (91.0)                |
| متوسط درجة الحرارة الصغرى °م (°ف) | 24.1 (75.4)                | 22.9 (73.2)                | 21.4 (70.5)                | 17.5 (63.5)                | 13.0 (55.4)                | 9.8 (49.6)                 | 8.7 (47.7)                 | 9.8 (49.6)                 | 14.4 (57.9)                | 18.3 (64.9)                | 21.8 (71.2)                | 23.7 (74.7)                | 17.1 (62.8)                |
| أدنى درجة حرارة °م (°ف)           | 17.0 (62.6)                | 14.4 (57.9)                | 13.2 (55.8)                | 8.2 (46.8)                 | 3.1 (37.6)                 | 1.3 (34.3)                 | 1.1 (34.0)                 | 1.5 (34.7)                 | 5.3 (41.5)                 | 6.0 (42.8)                 | 12.1 (53.8)                | 13.7 (56.7)                | 1.1 (34.0)                 |
| معدل هطول الأمطار مم (إنش)        | 81.8 (3.22)                | 68.7 (2.70)                | 51.7 (2.04)                | 19.0 (0.75)                | 12.9 (0.51)                | 23.2 (0.91)                | 15.6 (0.61)                | 9.5 (0.37)                 | 15.2 (0.60)                | 6.3 (0.25)                 | 26.9 (1.06)                | 36.5 (1.44)                | 367.3 (14.46)              |
| متوسط الأيام الممطرة (≥ 1mm)      | 6.2                        | 4.6                        | 2.9                        | 1.6                        | 1.7                        | 2.1                        | 1.5                        | 1.1                        | 1.5                        | 1.1                        | 3.1                        | 4.6                        | 32                         |
| المصدر: Bureau of Meteorology     |                            |                            |                            |                            |                            |                            |                            |                            |                            |                            |                            |                            |                            |

## أعلام
- مات سينج
- كورت مان
- جيسون كلارك